# Gemeentevervoerbedrijf
Een gemeentevervoerbedrijf of gemeentelijk vervoerbedrijf (afhankelijk van de betreffende gemeente), is een bedrijf dat onderdeel uitmaakt van het gemeentelijk apparaat. De werknemers van een gemeentevervoerbedrijf zijn dan ook ambtenaren. Sinds 1 januari 2007 zijn er in Nederland geen gemeentevervoerbedrijven meer.

## GVB in brede zin
In de afgelopen decennia zijn veel GVB's verzelfstandigd (omgezet in een gemeentelijke NV). Sommige stadsvervoerbedrijven zijn geprivatiseerd. De verzelfstandigde en zelfs de geprivatiseerde GVB's worden door bijvoorbeeld de Nederlandse Mededingingsautoriteit (NMa) nog steeds gezien als gemeentevervoerbedrijven. 

### Verzelfstandigde GVB's
| Jaar | Vervoerder                                                       | Naam na verzelfstandiging                      |
| ---- | ---------------------------------------------------------------- | ---------------------------------------------- |
| 1926 |                                                                  | NV Gemengd Bedrijf Haagse Tramweg-Maatschappij |
| 1994 | Gemeentelijk Vervoerbedrijf Groningen (GVB)                      | NV Groninger Vervoerbedrijf (GVB)              |
| 1997 | Centrale Vervoersdienst der Gemeente Nijmegen (CVD)              | Novio NV                                       |
| 2004 | Gemeentelijk Vervoerbedrijf Utrecht (GVU)                        | GVU NV                                         |
| 2007 | Gemeentelijk Vervoerbedrijf "Rotterdamse Electrische Tram" (RET) | Rotterdamse Elektrische Tram NV                |
| 2007 | Gemeentevervoerbedrijf Amsterdam                                 | GVB Holding NV                                 |

### Geprivatiseerde GVB's
| Jaar | Naam                        | Koper                                                                                 |
| ---- | --------------------------- | ------------------------------------------------------------------------------------- |
| 1997 | NV Groninger Vervoerbedrijf | Vancom (later doorverkocht aan Arriva. De naam werd gewijzigd in NV Arriva Groningen) |
| 2001 | Stadsvervoer Dordrecht      | HTM                                                                                   |
| 2001 | Stadsbus Maastricht         | Connex                                                                                |
| 2007 | GVU NV                      | Connexxion                                                                            |
| 2007 | Novio NV                    | Connexxion                                                                            |

Het Gemeente Vervoerbedrijf Arnhem (GVA) is door een reeks van fusies in de jaren negentig geheel opgegaan in Connexxion en wordt niet meer gezien als een GVB. In 2000 verkocht de gemeente Arnhem haar belang van 12,5% in het voormalige stads- en streekvervoerbedrijf Oostnet.

## Wet personenvervoer 2000
Binnen het kader van de Wet personenvervoer 2000 dienen alle GVB's uiterlijk in 2007 geprivatiseerd te zijn, opdat tussen 2009 en 2012 al het openbaar vervoer openbaar aanbesteed kan worden. Als laatste zijn daarom per 1 januari het GVB (Amsterdam) en de RET (Rotterdam) verzelfstandigd. Over het al dan niet aanbesteden van het openbaar vervoer in de grote steden bestaat de laatste tijd discussie in de Tweede Kamer. 

### Activiteiten
Van de Wet personenvervoer 2000 mogen de GVB's zich alleen bezighouden met openbaar vervoer. Alle andere activiteiten (bijvoorbeeld verhuur van bussen, exploitatie van veerponten, enz) moeten van de NMa ondergebracht worden onder een andere rechtspersoon (bijvoorbeeld in een dochteronderneming).

## Vervoersverboden
Tot in de jaren zestig en zeventig hadden veel gemeenten met GVB's vervoersverboden ingesteld voor de streekvervoerbedrijven. Dat betekende dat streekbussen die staduitwaarts reden binnen de stad geen reizigers mochten laten uitstappen en dat streekbussen die stadinwaarts reden binnen de stad geen reizigers mochten meenemen. Op die manier had een GVB geen concurrentie te duchten van streekvervoerders. Anderzijds mochten de GVB'S met hun bussen niet de stadsgrens overschrijden. Eind jaren 60 kwam hier voorzichtig een eind aan door streekbuslijnen open te stellen voor stadsvoervoer en de komst van de zg. integratielijnen waarbij een lijn zowel door een stadsvervoerder als een streekvervoerder werd gereden. Doordat de rijksoverheid via de subsidiepot meer te zeggen kreeg over het openbaar vervoer, kwamen de vervoersverboden langzamerhand te vervallen en werd er aangedrongen op samenwerking en integratie van het stads- en het streekvervoer. Met de komst van het zonetarief in heel Nederland vervielen uiteindelijk alle verboden. Later kwam het wel weer voor dat bij bepaalde (snel) diensten vervoersverboden ontstonden maar nu om de snelheid te verhogen en de capaciteit te benutten voor interlokale reizigers en geen lokaal vervoer werd toegestaan. 